# Station Stawiguda
Station Stawiguda is een spoorwegstation in de Poolse plaats Stawiguda.